# The Rookie: Feds
The Rookie: Feds es una serie de televisión estadounidense de género drama policíaco y una serie derivada de The Rookie. Creada por Alexi Hawley y Terence Paul Winter para ABC, la serie sigué a Simone Clark, una novata de mayor edad en la Academia del FBI. La serie está protagonizada por Niecy Nash-Betts, Félix Solís, Frankie Faison, Britt Robertson, Kevin Zegers y James Lesure. La premisa de la serie y sus personajes se introdujeron a través de dos episodio introductores en The Rookie. Se estrenó el 27 de septiembre de 2022. En noviembre de 2023, la serie fue cancelada tras una temporada.

## Elenco

### Principal
- Niecy Nash-Betts como la agente especial Simone Clark
- Frankie Faison como Christopher «Cutty» Clark, el padre de Simone
- James Lesure como el agente especial Carter Hope
- Britt Robertson como la agente especial Laura Stensen
- Félix Solís como el agente especial supervisor Matthew «Matt» Garza
- Kevin Zegers como el agente especial Brendon Acres

### Recurrentes
- Michelle Nuñez como la agente especial Elena Flores
- Devika Bhise como Antoinette Benneteau
- Courtney Ford como agente especial a cargo Tracy Chiles
- Jessica Betts como DJ

### Invitados
- Thomas Dekker como Eli Reynolds (alias Jeffrey Boyle)
- Eric Roberts como Josh Reynolds
- Deniz Akdeniz como Mark Atlas
- Tom Arnold como Miles Butkus

### Personajes Crossover
- Nathan Fillion como el oficial de policía de 3.er grado John Nolan
- Alyssa Diaz como la detective de 1.er grado Ángela López
- Brent Huff como el oficial de policía de 3.er grado Quigley Smitty
- Melissa O'Neil como la oficial de policía de 2.º grado Lucy Chen
- Eric Winter como el sargento Tim Bradford

## Episodios

### Episodios introductores (2022)
Para los episodios introductores, «No. en serie» y «No. en temp.» se refieren al lugar del episodio en el orden de los episodios de The Rookie.
| N.º en serie | N.º en temp. | Título   | Dirigido por    | Escrito por                        | Fecha de emisión original | Código de prod. | Audiencia (millones) |
| ------------ | ------------ | -------- | --------------- | ---------------------------------- | ------------------------- | --------------- | -------------------- |
| 73           | 19           | «Simone» | Liz Friedlander | Alexi Hawley y Terence Paul Winter | 24 de abril de 2022       | 419             | 3.95                 |
| 74           | 20           | «Enervo» | Bill Roe        | Alexi Hawley y Terence Paul Winter | 1 de mayo de 2022         | 420             | 4.17                 |

### Temporada 1 (2022–23)
| N.º                                                                                               | Título                | Dirigido por     | Escrito por                                                               | Fecha de emisión original | Código de prod. | Audiencia (millones) |
| ------------------------------------------------------------------------------------------------- | --------------------- | ---------------- | ------------------------------------------------------------------------- | ------------------------- | --------------- | -------------------- |
| 1                                                                                                 | «Day One»             | Bill Roe         | Alexi Hawley y Terence Paul Winter                                        | 27 de septiembre de 2022  | 101             | 2.28                 |
| 2                                                                                                 | «Face Off»            | Michael Goi      | Wendy Calhoun                                                             | 4 de octubre de 2022      | 102             | 1.77                 |
| 3                                                                                                 | «Star Crossed»        | Robert Bella     | Nancy Kiu                                                                 | 11 de octubre de 2022     | 103             | 1.57                 |
| 4                                                                                                 | «To Die For»          | Tori Garrett     | Nick Hurwitz                                                              | 18 de octubre de 2022     | 104             | 2.00                 |
| Este episodio finaliza un crossover que comenzó con el episodio «The Choice» de The Rookie.       |                       |                  |                                                                           |                           |                 |                      |
| 5                                                                                                 | «Felicia»             | Eric Dean Seaton | Stacy A. Littlejohn                                                       | 25 de octubre de 2022     | 105             | 1.87                 |
| 6                                                                                                 | «The Reaper»          | Cheryl Dunye     | Stephanie Hicks                                                           | 1 de noviembre de 2022    | 106             | 1.81                 |
| 7                                                                                                 | «Countdown»           | Cherie Nowlan    | Corey Miller                                                              | 15 de noviembre de 2022   | 107             | 1.55                 |
| 8                                                                                                 | «Standoff»            | P.J. Pesce       | Amanda Mercedes                                                           | 22 de noviembre de 2022   | 108             | 1.74                 |
| 9                                                                                                 | «Flashback»           | Tessa Blake      | Alexi Hawley                                                              | 29 de noviembre de 2022   | 109             | 2.47                 |
| 10                                                                                                | «The Silent Prisoner» | Michael Goi      | Terence Paul Winter                                                       | 3 de enero de 2023        | 110             | 3.80                 |
| Este episodio finaliza un crossover que comenzó con el episodio «The List» de The Rookie.         |                       |                  |                                                                           |                           |                 |                      |
| 11                                                                                                | «Close Contact»       | Oz Scott         | Guion de: Wendy Calhoun y Amanda Mercedes Historia de: Nancy Kiu          | 10 de enero de 2023       | 111             | 2.62                 |
| 12                                                                                                | «Out for Blood»       | Lanre Olabisi    | Guion de: Stacy A. Littlejohn y Stephanie Hicks Historia de: Nick Hurwitz | 17 de enero de 2023       | 112             | 2.99                 |
| 13                                                                                                | «The Remora»          | Michael Goi      | Corey Miller                                                              | 24 de enero de 2023       | 113             | 2.81                 |
| 14                                                                                                | «The Offer»           | Jon Huertas      | Wendy Calhoun y Nancy Kiu                                                 | 31 de enero de 2023       | 114             | 3.19                 |
| 15                                                                                                | «Dead Again»          | Lanre Olabisi    | Stephanie Hicks y Amanda Mercedes                                         | 14 de febrero de 2023     | 115             | 2.62                 |
| 16                                                                                                | «For Love and Money»  | Jean E. Lee      | Stacy A. Littlejohn y Nick Hurwitz                                        | 21 de febrero de 2023     | 116             | 2.60                 |
| 17                                                                                                | «Payback»             | Robert Bella     | Kate Sargeant                                                             | 28 de febrero de 2023     | 117             | 2.80                 |
| Este episodio finaliza un crossover que comenzó con el episodio «The Enemy Within» de The Rookie. |                       |                  |                                                                           |                           |                 |                      |
| 18                                                                                                | «Seeing Red»          | Patrick Cady     | Corey Miller y Wendy Calhoun                                              | 21 de marzo de 2023       | 118             | 2.30                 |
| 19                                                                                                | «Burn Run»            | Hernán Otaño     | Jessica Flowers y Scott Kolp                                              | 28 de marzo de 2023       | 119             | 2.88                 |
| 20                                                                                                | «I Am Many»           | Cheryl Dunye     | Stacy A. Littlejohn y Nancy Kiu                                           | 18 de abril de 2023       | 120             | 2.24                 |
| 21                                                                                                | «Bloodline»           | Rob Seidenglanz  | Alexi Hawley                                                              | 25 de abril de 2023       | 121             | 2.49                 |
| Este episodio finaliza un crossover que comenzó con el episodio «Going Under» de The Rookie.      |                       |                  |                                                                           |                           |                 |                      |
| 22                                                                                                | «Red One»             | Michael Goi      | Terence Paul Winter                                                       | 2 de mayo de 2023         | 122             | 2.98                 |

## Producción

### Desarrollo
El 8 de febrero de 2022, se anunció que ABC que estaba desarrollando una serie derivada de The Rookie centrado en el FBI. También se informó que la serie se presentaría a través de dos episodios introductores en la serie principal. En ese momento, se informó que ABC estaba buscando expandir sus franquicias después de perder Black-ish, en un esfuerzo por competir con las franquicias de Chicago y Law & Order de NBC, así como con las franquicias de FBI y NCIS que se transmiten por CBS. El 13 de mayo de 2022 se ordenó la serie bajo el título The Rookie: Feds. El creador de The Rookie, Alexi Hawley, cocreó la serie con Terence Paul Winter, quienes también son productores ejecutivos junto a Michelle Chapman, Bill Norcross, Corey Miller, la protagonista Niecy Nash y el protagonista de The Rookie, Nathan Fillion. ABC Signature y Entertainment One actúan como productoras. Entertainment One también distribuirá la serie internacionalmente. El 21 de octubre de 2022, ABC anunció que le daría a la serie una temporada completa de 22 episodios. El 9 de noviembre de 2023, ABC canceló la serie tras una temporada.

### Casting
Niecy Nash-Betts fue la primera en ser confirmada, en el papel de Simone Clark. Kat Foster y Félix Solís fueron anunciados en marzo de 2022 para interpretar a Casey Fox y Matthew Garza. Frankie Faison también se unió al elenco como Christopher «Cutty» Clark. Cuando se ordenó la serie, se informó que Foster y su personaje Fox no pasarían del episodio introductor. Britt Robertson se unió al elenco principal en junio de 2022 para interpretar a Laura Stensen. Más tarde ese mes, Kevin Zegers fue anunciado como Brendon Acres. Al día siguiente, Deadline informó que James Lesure también se unió al elenco como Carter Hope. En septiembre de 2022, se anunció a Jessica Betts, Tom Arnold, Eric Roberts y Deniz Akdeniz en personajes invitados. Nathan Fillion y Alyssa Diaz aparecieron en el primer episodio de la serie como John Nolan y Ángela López, respectivamente, sus personajes de The Rookie.

## Lanzamiento
Cuando ABC anunció su programación de otoño para la temporada televisiva 2022-23, se reveló que la serie se transmitiría los martes a las 10:00 p. m. ET al finalizar Bachelor in Paradise. El presidente de ABC Entertainment, Craig Erwich, defendió la decisión de no emparejar The Rookie: Feds con The Rookie, diciendo que querían mantener a The Rookie en su horario de domingo y que sentían que Bachelor in Paradise sería una buena introducción para una nueva serie. Erwich también declaró que a pesar de no transmitirse juntos, los crossovers entre The Rookie y The Rookie: Feds aún serían posibles. La serie se estrenó el 27 de septiembre de 2022.

## Recepción
| N.º | Título                | Fecha de emisión         | ÍA (18–49) | Audiencia (millones) | DVR (18–49) | Audiencia DVR (millones) | Total (18–49) | Audiencia total (millones) |
| --- | --------------------- | ------------------------ | ---------- | -------------------- | ----------- | ------------------------ | ------------- | -------------------------- |
| 1   | «Day One»             | 27 de septiembre de 2022 | 0.3        | 2.28                 | 0.3         | 2.13                     | 0.6           | 4.31                       |
| 2   | «Face Off»            | 4 de octubre de 2022     | 0.3        | 1.77                 | 0.2         | 1.84                     | 0.5           | 3.61                       |
| 3   | «Star Crossed»        | 11 de octubre de 2022    | 0.2        | 1.57                 | 0.2         | 1.90                     | 0.5           | 3.48                       |
| 4   | «To Die For»          | 18 de octubre de 2022    | 0.3        | 2.00                 | 0.2         | 2.09                     | 0.5           | 4.10                       |
| 5   | «Felicia»             | 25 de octubre de 2022    | 0.2        | 1.87                 | 0.2         | 1.96                     | 0.5           | 3.83                       |
| 6   | «The Reaper»          | 1 de noviembre de 2022   | 0.3        | 1.81                 | 0.2         | 1.76                     | 0.4           | 3.57                       |
| 7   | «Countdown»           | 15 de noviembre de 2022  | 0.2        | 1.55                 | 0.3         | 1.97                     | 0.5           | 3.51                       |
| 8   | «Standoff»            | 22 de noviembre de 2022  | 0.2        | 1.74                 | —           | —                        | —             | —                          |
| 9   | «Flashback»           | 29 de noviembre de 2022  | 0.3        | 2.47                 | —           | —                        | —             | —                          |
| 10  | «The Silent Prisoner» | 3 de enero de 2023       | 0.4        | 3.80                 | 0.3         | 2.24                     | 0.7           | 6.03                       |
| 11  | «Close Contact»       | 10 de enero de 2023      | 0.3        | 2.62                 | 0.2         | 1.88                     | 0.5           | 4.50                       |
| 12  | «Out for Blood»       | 17 de enero de 2023      | 0.4        | 2.99                 | 0.2         | 1.67                     | 0.6           | 4.66                       |
| 13  | «The Remora»          | 24 de enero de 2023      | 0.4        | 2.81                 | —           | —                        | —             | —                          |
| 14  | «The Offer»           | 31 de enero de 2023      | 0.3        | 3.19                 | —           | —                        | —             | —                          |
| 15  | «Dead Again»          | 14 de febrero de 2023    | 0.3        | 2.62                 | —           | —                        | —             | —                          |
| 16  | «For Love and Money»  | 21 de febrero de 2023    | 0.3        | 2.60                 | —           | —                        | —             | —                          |
| 17  | «Payback»             | 28 de febrero de 2023    | 0.3        | 2.80                 | —           | —                        | —             | —                          |
| 18  | «Seeing Red»          | 21 de marzo de 2023      | 0.3        | 2.30                 | —           | —                        | —             | —                          |
| 19  | «Burn Run»            | 28 de marzo de 2023      | 0.3        | 2.88                 | —           | —                        | —             | —                          |
| 20  | «I Am Many»           | 18 de abril de 2023      | 0.3        | 2.24                 | —           | —                        | —             | —                          |
| 21  | «Bloodline»           | 25 de abril de 2023      | 0.2        | 2.49                 | —           | —                        | —             | —                          |
| 22  | «Red One»             | 2 de mayo de 2023        | 0.3        | 2.98                 | —           | —                        | —             | —                          |